# Tom Brady
 Denne artikel bør gennemlæses af en person med fagkendskab for at sikre den faglige korrekthed.
    Bør forkortes væsentligt og statistik for hver sæson bør blive skrevet ind i skabeloner eller en helt ny artikel

 Ikke at forveksle med Tom Brady (filminstruktør).
Thomas Edward Patrick "Tom" Brady, Jr. (født 3. august, 1977) var en quarterback for NFL-holdet Tampa Bay Buccaneers. Han tilbragte de første 20 sæsoner (fra 2000 til 2020) af sin karriere med New England Patriots, hvor han i alt vandt 6 Super Bowl-titler. Han har derudover vundet en Super Bowl-titel med Tampa Bay Buccaneers, som han har spillet for siden 2020. 
Med i alt 7 Super Bowl-titler er Brady den mest vindende NFL-spiller nogensinde. Foruden de 7 Super Bowl-titler, er Brady også indehaver af adskillige prominente personlige NFL-rekorder, heriblandt flest touchdown-kast i karrieren, flest yards kastet i karrieren og flest NFL-kampe vundet. Han bliver derfor af flere anset som den største/bedste NFL-spiller nogensinde.
Tom Brady startede sin karriere med at spille amerikansk fodbold for Junípero Serra High School i San Mateo, Californien. Herefter spillede han college football for The University of Michigan, hvorefter Brady blev draftet af Patriots i sjette runde af 2000-udgaven af NFL Draften. I Bradys 13 fulde sæsoner som starter (han missede næsten hele 2008-sæsonen, med et skadet korsbånd), har Patriots været i Super Bowl 7 gange, hvoraf 5 er vundet. Brady har vundet 4 Super Bowl MVP priser, 2 liga MVP priser (2007, 2010), og er blevet udvalgt til elleve Pro Bowls, og har ført Patriots til flere divisionstitler end nogen anden quarterback i NFL nogensinde, med tretten. Brady er 5. på listen over flest passing yards i NFL's historie, samt 3. på listen over flest touchdowns. Hans sejr/nederlagsmargin i NFL-slutspillet er 22-9; og er derigennem indehaver af rekorden for flest slutspilssejre i NFL's historie. Han var med til at sætte rekorden for flest sejre i træk, på tværs af 2 sæsoner (2003-2004). Han er også ejeren af rekorden for flest slutspilssejre i træk, med 10, og førte i 2007 Patriots til den første ubesejrede regulære sæson i NFL, siden sæsonen blev udvidet til 16 kampe. Brady har kastet flere yards og touchdowns i NFL's slutspil end nogen anden quarterback.
Tom Brady ses af mange som en af de bedste quarterbacks i historien. Han og Joe Montana er de eneste to spillere i NFL's historie til både at vinde NFL MVP samt Super Bowl MVP flere gange. Brady er den eneste quarterback der har ført et hold til seks Super Bowls, og er samtidig indehaver af rekorden for flest Super Bowl touchdownkast.
Brady og Patriots head coach, Bill Belichick, udgør tilsammen den mest succesfulde quarterback-coach tandem i NFL's historie, med 172 sejre i den regulære sæson, og 22 sejre i slutspillet, foruden at have deltaget i syv Super Bowls sammen, alle NFL rekorder.

## Opvækst
Brady blev født i San Mateo, Californien, ca. 30 km syd fra San Francisco og er den eneste søn og fjerde barn af Galynn Patricia og Thomas Brady, Sr.  Han har 3 ældre søstre ved navnene Nancy, Julie og Maureen.  Han blev opdraget katolsk. Hans far er af Irsk herkomst, mens hans mor er af norsk, polsk og svensk herkomst.
Brady var ofte tilskuer til San Francisco 49ers kampe på Candlestick Park I 1980erne, hvor han blev fan af quarterback, Joe Montana; siden da har Brady ofte nævnt Montana som en af hans inspirationer og største idol. I en alder af fire var Brady vidne til NFC Finalen I 1982, imellem 49ers og Dallas Cowboys, hvor Montana kastede det, der i dag kendes som det legendariske ”The Catch” til tight end Dwight Clark, der sendte 49ers i Super Bowl XVI.
Brady gik på Junípero Serra High School i San Mateo og dimitterede i 1995 fra St. Mary's Cathedral. Han spillede football (amerikansk fodbold), basketball og baseball på high school. Bradys football-karriere begyndte som backup quarterback for hans highschool-hold. I første omgang blev Brady ikke bedømt god nok til at starte for et 0-8 hold, der ikke havde scoret et eneste touchdown hele året. 
Alt dette ændrede sig dog, da den startende quarterback udgik med skade, og Brady arvede pladsen som starter. Han blev permanent starter i sit 3. år, og beholdt pladsen, indtil han bestod sin sidste eksamen. Under Bradys 4. og sidste highschool-år kæmpede han for at blive bemærket af college-trænerne. Han udsendte optagelser af højdepunkter fra sine highschool-år til de skoler, han overvejede at søge til. Dette førte til en større interesse iblandt flere football-orienterede colleges rundt i landet.
Brady var også kendt som en fantastisk baseballspiller i high school. Brady var en venstrehåndet “hitting catcher” med styrke. Hans evner imponerede talentspejdere fra Major League Baseball, så han blev draftet i den 18. runde af 1995 udgaven af MLB Draften af Montreal Expos. På trods af sin lyse baseball-fremtid, var Brady fokuseret på at spille football på et højere niveau. Han var altid mere passioneret omkring football og besluttede snart, at football var den rette vej at gå. Brady blev skrevet op til at spille for University of Michigan i 1995, hvor han blev rekrutteret af assistent Bill Harris. Han afsluttede sin highschool-footballkarriere ved at fuldende 236 ud af 447 kast for 3702 yards og 31 touchdowns. Han vandt samtidig All-State og All-Far West priser, samtidig med han blev udnævnt til sit holds mest værdifulde spiller.
I somrene 1998 og 1999 var Brady praktikant hos Merrill Lynch. Han blev introduceret ind i the Junipero Serra High School Hall of Fame i 2003 sammen med blandt andet Pittsburgh Steelers wide receiver Lynn Swann og mange andre. Da Brady besøgte skolen to uger efter Super Bowl XLVI i 2012, meddelte skolens administration, at de havde opkaldt skolens stadion ”Brady Family Stadium” efter ham.

## College-karriere
Brady gik på college på University of Michigan, hvor han de første to år måtte sidde på bænken, men de sidste to år af hans college-karriere startede inde. Michigan vandt 20 ud af 25 kampe med Brady på banen. I hans første sæson som starter vandt Michigan Citrus Bowl og året efter Orange Bowl.

## NFL-karriere
Brady blev valgt af Patriots i NFL-draften i 2000 i den 6. runde. Han var oprindelig backup, men da Drew Bledsoe blev skadet i en kamp mod New York Jets, blev Brady starter. Senere den sæson vandt Patriots Super Bowl XXXVI mod St. Louis Rams på et afgørende field goal af Adam Vinatieri.
Året efter blev dog en skuffende sæson for New England, da de ikke kom i playoff. Men så, i 2003-sæsonen, kom Patriots igen i Super Bowl. Denne gang mod Carolina Panthers. Brady spillede forrygende og blev for anden gang valgt til Super Bowl-MVP.
I 2004 kom Patriots igen i Super Bowl, og denne gang skulle de møde Philadelphia Eagles. Patriots vandt kampen, og havde dermed vundet deres 3. Super Bowl på fire år.
I februar 2021 vandt han Super Bowl for syvende gang.
I februar 2023 meldt Brady ud at han vil gå pension og har ikke spillet siden november 2022. 

## Deflategate
Brady blev i maj 2015 af NFL suspenderet i fire kampe som straf for at have tilbageholdt viden om sit holds angivelige praksis med at sænke trykket i boldene ved en afgørende kamp mod Indianapolis Colts. Deflategate kaldes sagen i USA.

## Statistikker
- Højeste quarterback rating i en kamp: 158,3 (mod Miami Dolphins den 21. oktober 2007) (mod Detroit Lions den 25. november 2010) (maksimal quarterback rating i NFL).
- Højeste QB-rating i en sæson: 117,2 (2007-2008-sæsonen).
- Flest Touchdown kast i en sæson (50)
- Udvalgt til Pro Bowl 14 gange (2001, 2004-2005, 2007, 2009–2018).
- 3 gange NFL MVP (2007, 2010, 2017)
- 500 touchdown kast i karrieren.
- 5 gange Super Bowl MVP
- 7 gange Super Bowl vinder
- Comeback player of the year 2009
- Første spiller i NFL's historie til at kaste sit touchdown nummer 200, før hans interception nummer 100(havde 88).
- Hurtigeste quarterback til at nå 100 sejre, nogensinde. (Efter 131 kampe)
- 2 gange "NFL Offensive Player of the Year" (2007, 2010)

## 2001 Sæson
Brady fik tildelt starterrollen den 23. september 2001, da New York Jets linebacker "Mo Lewis" tacklede startende QB "Drew Bledsoe" så hårdt at han fik indre blødninger. Brady vandt hans første kamp som starter mod Indianapolis Colts, ugen efter tabte patriots mod Miami Dolphins, i de 2 første kampe spillede Brady ikke på højt plan og fik en QB-rating på 79,6 og 58,7. Herefter hævede Brady niveau. Patriots vandt 11 ud af de 14 kampe Brady startede, patriots gik ind i playoffs med bye-week i første spilleuge. Brady Sluttede den regulære sæson med 2,843 yards kast, 18 Touchdowns, og en invitation til Pro Bowl.
I Bradys første playoffkamp mod Oakland Raiders, Brady kastede for 312 yards og fik patriots tilbage i kampen da de var 10 points bagud. Kampen gik i overtid og sluttede med et "Adam Vinatieri" fieldgoal og patriots var videre til AFC Finalen
I AFC Finalen skadet Brady sin ankel og måtte erstattes af Drew Bledsoe Patriots vandt kampen, og skulle derfor møde St. Louis Rams i Super Bowl XXXVI(36). 
Patriots var sat til 14 point "underdogs". Men med 1:21min tilbage af Super Bowl 36 var kampen lige, Patriots startede deres drive på deres egen 15-yard linje, med ingen Timeouts tilbage. Brady førte sit hold ned på Rams 31 yard linje og spikede bolden med 8 sekunder tilbage af kampen. Adam Vinatieri sparkede bolden igennem stængerne til et 3 points fieldgoal mens tiden tikkede ud.
Brady blev udnævnt til MVP af Super Bowl XXXVI, han kastede for 145 yards, 1 touchdown og ingen interceptions.

## 2002 Sæson
Patriots sluttede sæsonen med 9-7, lige med Jets og Dolphins for den bedste statistik i divisionen, Men Jets gik videre til playoffs
på grund af den 3 "tiebreaker" og derfor missede Patriots playoffs.
Brady havde den dårligste rating i sin karriere, med kastede alligevel 28 touchdowns hvilket var det bedste i ligaen det år, men kastede også 14 interceptions hvilket er det højeste antal interceptions i Bradys karriere. Brady spillede den sidste halvdel af sæsonen med en skulderskade, patriots "head coach" Bill Belichick fortalte at hvis Patriots havde nået playoffs, havde Brady ikke været i stand til at spille. 

## 2003 Sæson
Efter en 2-2 start førte Brady Patriots til 12 sejre i træk, og dermed vandt Patriots "AFC East". Bradys bedste kamp den sæson var mod Buffalo, her opnåede han en quarterback rating på 122,9. Brady sluttede sæsonen med 3620 kastede yards og 23 touchdown kast, Brady sluttede som nummer 2 i NFL MVP afstemningen. 
I de 2 første runder af slutspillet slog Patriots Tennessee Titans og Indianapolis Colts. Den 1. februar 2004, førte Brady patriots til en 32-29 sejer over Carolina Panthers i Super Bowl XXXVIII og blev udnævnt til Super Bowl MVP for 2. gang i hans karriere. I kampen, kastede Brady for 354 yards og 3 touchdowns og satte rekord for flest "completions"(32) i en Super Bowl.
Med 1:08 min tilbage af 4. kvarter var scoren lige med 29-29. Brady førte patriots i position til et "game-winning" field goal.

## 2004 Sæson
I 2004 sæsonen, hjalp Brady patriots med at sætte en NFL rekord 21 sejre i træk, en statistik der gik helt tilbage til året før, en opnåelse der nu er i Pro Football Hall of Fame. Patriots opnåede en 14-2 stilling, præcis som året før, hvilket var det bedste nogensinde af en forsvarende Super Bowl mester. Patriots vandt AFC East for 3. gang på 4 år. Brady kastede for 3,692 yards og 28 touchdowns, fik en 92.6 quarterback rating og blev sendt til hans 2. Pro Bowl i karrieren. Patriots slog i slutspillet Indianapolis Colts og Pittsburg Steelers. Brady spillede sin bedste kamp i hele sæsonen mod Pittsburg, selvom han havde feber natten forinden og Pittsburg var ligaens bedste forsvar, Brady fik en 130.5 quarterback rating, det højeste for ham i den sæson.
Den 6. februar 2005 slog Brady og Patriots Philadelphia Eagles i Super Bowl XXXIX. Brady kastede for 236 yards og 2 touchdowns, de fleste af hans kast var til Wide Receiver Deion Branch som blev udnævnt til Super Bowl MVP, mens Brady og Patriots vandt deres 3 Super Bowl på 4 år.
Brady havde der en 9-0 statistik i "playoffs"

## 2005 Sæson
I 2005 sæsonen var Patriots mere afhængige af Brady end nogensinde fordi at Patriots 3 running backs (Corey Dillon, Patrick Pass, og Kevin Faulk) blev skadet det år. Brady skulle også vænne sig til en ny Center og en ny Fullback. Resultaterne var positive, Brady sluttede som bedste QB i ligaen det år, med 4,110 passing yards, og 3. i ligaen med 26 touchdowns. Det år løb Brady også for 89 yards og fumblede "kun" 4 gange, det laveste i karrieren. Brady og et skadet patriots hold sluttede med statistikken 10-6 og vandt deres 3. AFC East titel i træk.
I slutspillet førte Brady Patriots til en 28-3 sejr over Jacksonville Jaguars i Wild Card runden. Men den 14. januar tabte patriots 27-13 til Denver Broncos. Brady kastede for 346 yards i kampen og 1 touchdown og 2 interceptions. Det var Bradys første nederlag i playoffs i hele hans karriere. Senere blev det afsløret at Brady havde spillet med "sports hernia" siden december. Dette var grunden til at Brady ikke deltog i årets Pro Bowl selvom han var inviteret.
Selvom han ikke spillede, så deltog Brady i Super Bowl XL(40), som den officielle "Coin-tosser" og som en del fejringen af alle Super Bowl MVP vinderne.

## 2006 Sæson
Brady førte i 2006 Patriots til en 12-4 statistik og Patriots blev 4.seed i AFC slutspillet, selvom at næsten alle Bradys receivers var nye på holdet, så kastede han for 3,529 yards og 24 touchdowns. Brady var ikke iblandt de udvalgte spillere til Pro Bowl men blev alligevel inviteret på grund af en skade til en anden QB, Brady takkede "Nej, tak".
I Wild Card runden slog Patriots deres ærkerivaler New York Jets 37-16. Brady kastede for 212 yards og 2 TDs.
I næste runde af playoffs rejste Patriots til San Diego for at spille mod San Diego Chargers. Chargers var stor favoritter til at vinde Super Bowl XLI(41). Men med 8 minutter tilbage af kampen var Patriots 8 point bagud. Men det lykkede alligevel Brady og Patriots at vinde kampen 24-21.
I "AFC Championship" kampen mødte Patriots Indianapolis Colts. Patriots tabte kampen og gik derfor ikke videre til Super Bowl XLI

## 2007 Sæson
Inden 2007 sæsonen hentede Patriots flere forstærkninger i offseason, bl.a. de 3 wide receivers Randy Moss, Donté Stallworth og Wes Welker, med den intention at vinde Super Bowl endnu en gang. Mange havde regnet med at Brady ville have fantastiske statistikker eftersom det var første gang han havde 3 stjernereceivere på holdet. Brady indfriede disse forventninger, og kastede i sæsonen 50 touchdowns(NFL Rekord) mod kun 8 interceptions, med en quarterback rating på 117,2. Brady blev udnævnt til NFL MVP. Brady blev også udnævnt til startende QB for AFC i Pro Bowl
Patriots gik ubesejret igennem sæsonen, som det eneste hold nogensinde, efter at den regulære sæson blev ændret til 16 kampe. Patriots var derfor 16-0, og gik videre til Super Bowl, hvor de skulle møde New York Giants.
Brady spillede kampen med en skadet ankel og kunne derfor ikke leve op til statistikkerne fra den regulære sæson.
Patriots tabte og sluttede derfor sæsonen 18-1

## 2008 Sæson
2008 sæsonen varede kun 7 minutter for Tom Brady, da holdet havde åbnings kamp mod Kansas City Chiefs. 
Brady blev ramt efter et dybt kast til Randy Moss og fik en alvorlig skade i knæet.
Brady blev placeret på IR (skades rapporten) dagen efter, han kunne derfor ikke deltage i resten af sæsonen.
Brady blev for sæsonen erstattet af back-up QB Matt Cassel.

## 2009 Sæson
Til 2009 sæsonen havde New England Patriots hentet nogle nye offensive spillere ind til at støtte op omkring Bradys angreb. Runningback Fred Taylor, Tight end Chris Baker og Wide receiver Joey Galloway ind som nye spillere til holdet.
Patriots åbnede sæsonen den 14. september 2009 mod Buffalo Bills.
Brady startede sin første kamp siden sin knæskade fra 2008. I første halvleg var Brady også lidt rusten, han kastede blandt andet en interception. Men vendte tilbage til sit gamle jeg, i anden halvleg. Brady kastede bolden 53 gange og ramte på 39 af dem, han kastede for 378 yards 2 touchdowns (begge grebet af tight end, Benjamin Watson) og en enkelt interception.
Patriots vandt åbningskampen 25-24. For sin præstation mod Bills blev Brady udnævnt til "AFC Offensive Player of the Week".
I uge 2 skulle Patriots flyve til New York for at møde Jets. 
Jets forsvar var hele dagen efter Brady hele dagen, og det resulterede i sidste ende i et nederlag.
Brady kastede bolden 47 gange og ramte på 23 af dem. Han kastede også en enkelt interception.
Patriots tabte kampen 9 – 16.
I uge 3 var Patriots igen på hjemmebane, de skulle møde Atlanta Falcons.
Brady fandt sin rytme, som han havde manglet ugen før.
Brady kastede bolden 42 gange og ramte på 25 af dem for 227 yards og et enkelt touchdown (grebet af tight end Chris Baker.
Brady's touchdown var nummer 200 i karrieren.
Patriots vandt kampen 26 – 10.
Kampen var Falcons første nederlag i 2009 sæsonen.
I uge 4 havde Patriots for anden uge i træk hjemmebane, de skulle møde Baltimore Ravens.
Brady kastede bolden 32 gange, og ramte på 21 af dem, for 258 yards og et enkelt touchdown(grebet af Randy Moss).
Brady løb desuden for 11 yards og et enkelt touchdown.
Patriots vandt kampen 27 – 21.
Kampen var Ravens første nederlag i 2009 sæsonen.
I uge 5 skulle Patriots på besøg hos Broncos der var ubesejrede før kampen.
Brady kastede bolden 33 gange og ramte på 19 af dem, for 215 yards og 2 touchdowns.
Patriots tabte kampen 17 – 20 i overtid.
I uge 6, var Patriots atter tilbage på hjemmebanen, hvor de skulle møde Tennessee Titans.
Brady kastede bolden 34 gange og ramte på 29 af dem, for 380 yards og 6 touchdowns.
I 2. quarter kastede Brady 5 touchdowns, dette er en NFL rekord. 
Patriots vandt kampen 59 – 0. For sin præstation mod Titans blev Brady udnævnt til "AFC Offensive Player of the Week".
I uge 7 var Patriots en del af den årlige "International Series" kamp i London, hvor de skulle møde Tampa Bay Buccaneers.
I kampen kastede Brady bolden 32 gange og ramte på 23 af dem, for 308 yards, 2 touchdowns og 2 interceptions.
Patriots vandt kampen 35 – 7.
I uge 8 havde Patriots deres "Bye-week". De gik ind i ugen med en 5-2 record.
Indtil nu, havde Brady kastet bolden 273 gange og ramt på 179 af dem for 2032 yards, 15 touchdowns og 4 interceptions.
Samtidig havde han løbet bolden 12 gange for 26 yards og et enkelt touchdown. For sin præstation i oktober blev Brady udnævnt til "AFC Offensive Player of the Month".
I uge 9 havde Patriots hjemmebane mod divisions rivalerne Miami Dolphins.
Brady kastede bolden 37 gange og ramt på 25 af dem for 332 yards, 1 Touchdown og 1 interception.
Patriots vandt kampen 27-17.
I uge 10 var Patriots på besøg hos de endnu ubesejrede Indianapolis Colts.
Brady kastede bolden 42 gange og ramte på 29 af dem for 375 yards, 3 touchdowns og 1 intercerption.
Patriots tabte kampen 34 – 35.
I uge 11 havde Patriots hjemmebane mod divisions rivalerne New York Jets.
Brady kastede bolden 41 gange og ramte 28 gange for 310 yards og 1 touchdown.
Patriots vandt kampen 31 – 14.
I uge 12 var Patriots på besøg hos de daværende ubesejrede New Orleans Saints.
Brady kastede bolden 36 gange og ramte 21 gange for 237 yards og 2 interceptions.
Patriots tabte kampen 17 – 38.
I uge 13 var Patriots på besøg hos divisions rivalerne Miami Dolphins.
Brady kastede bolde 29 gange og ramte 19 gange for 352 yards, 2 touchdowns og 2 interceptions.
Patriots tabte kampen 21 – 22.
I uge 14 havde Patriots hjemmebane mod Carolina Panthers.
Brady kastede bolden 32 gange og ramte 19 for 192 yards, 1 touchdown og 1 interception.
Patriots vandt kampen 20 – 10.
I uge 15 var Patriots på besøg hos divisions rivalerne Buffalo Bills.
Brady kastede bolden 23 gange og ramte 11 gange for 115 yards, 1 touchdown og 1 interception.
Patrios vandt kampen 17 – 10.
I uge 16 havde Patriots hjemmebane mod Jacksonville Jaguars.
Brady kastede bolden 26 gange og ramte på 23 af disse kast, for 267 yards og 4 touchdowns.
Patriots vandt kampen 35 – 7.
For sin præstation i uge 16, blev Brady udvalgt til "AFC offensive player of the week".
Men sejren sikrede Patriots sig en slutspils plads som mester af AFC East.
I uge 17 skulle Patriots på besøg hos Houston Texans.
Brady blev taget ud i slutningen af hver halvleg for at give reserven noget spilletid.
Brady ramte 17 af 26 kast for 186 yards og en enkelt interception.
Patriots tabte kampen 27 – 34.
For sin præstation i den regulære sæson 2009, blev Brady udvalgt til den årlige Pro Bowl, samtidig blev Brady kåret til "Comeback player of the year 2009", efter at have vendt tilbage efter en alvorlig knæskade fra 2008.
I Wild-card runden af Playoffs 2009 havde Patriots Baltimore Ravens på besøg.
Brady ramte 23 ud af 42 kast for 154 yards, 2 touchdowns og 3 interceptions.
Patriots tabte kampen 14 – 33 og Patriots 2009 sæson var slut.

## 2010 Sæson
Den 10. september 2010 blev Patriots og Brady enige om en 4års 72 millioner dollars kontrakt forlængelse, som gjorde ham til den bedst betalte spiller i NFL. Kontraktforlængelsen indeholde 48,5 millioner dollars garantere penge og vil med stor sandsynlighed holde Brady hos Patriots til og med 2014 NFL sæsonen. Samme dag som Bradys kontraktforlængelse blev offentliggjort, var Brady involveret i en bilulykke i Boston, som han slap uskadt igennem.
Brady blev den hurtigste spiller nogensinde til at nå hundred sejre i den regulære sæson, da han og Patriots besejrede Miami Dolphins 41 – 14 den 4. oktober 2010.
Den 21. november 2010 nåede op på Brett Favre’s rekord af at vinde 25 sejre på hjemmebane i den regulære sæson, med 25 sejre i træk i en 31 – 28 sejr over Indianapolis Colts. Bradys sidste nederlag på hjemmebane i den regulære sæson var et 17 – 14 nederlag over New York Jets den 12. november 2006. Ved sin næste hjemmebanekamp, den 6. december 2010 lykkedes det Brady at slå Favres rekord og nåede op på 26. hjemmebane sejre i træk, med en 45 – 3 sejr over New York Jets.
Den 19. december 2010, i en 31 – 27 hjemmebanesejr over Green Bay Packers, havde Brady sin 7. kamp i træk med 2 touchdowns og ingen interception, derved overgik han Don Merediths NFL-rekord af 6 af disse kampe. Den næste uge i en 34 – 3 udebane sejr over Buffalo Bills, slog Brady Bernie Kosars 1990 – 1991 rekord af 308 kaste forsøg i træk uden en interception. 
Brady blev udvalgt som starter i NFL’s 2011 Pro Bowl. Hans 9-1 TD:INT ratio (36-4) slog hans egen rekord på 6,25-1 ratio (50-8) som han satte i 2007 sæsonen. Ingen quarterback har nogensinde i NFL’s historie krydset en ratio på 6-1 i en sæson, udover Brady selv.
Brady sluttede sæsonen med 324 completede kast ud af 492 forsøg, for 3900 yards, 36 touchdowns og 4 interceptions.
For sin 2010 sæson blev Brady udnævnt til ligaens MVP.